# Drapeau d'Harrisburg (Pennsylvanie)
Le drapeau de la ville de Harrisburg, en Pennsylvanie aux États-Unis, se compose d'un champ bleu et d'une bordure jaune avec l'emblème de la ville centré au milieu du drapeau. L'emblème ne doit pas être confondu avec le sceau de la ville ou le logo officiel. L'emblème du drapeau se compose d'une clé de voûte blanche avec une bordure rouge et incorpore le dôme du capitole qui dénote l'importance de la ville en tant que capitale de l'État du Commonwealth de Pennsylvanie.

## Histoire
Harrisburg a passé des années sans drapeau jusqu'à son invitation à l'Exposition tricentenaire de Jamestown en 1907, par laquelle le maire Edward Z. Gross a proposé un concours de conception pour un drapeau. Le journal the Harrisburg Patriot-News (en) a imprimé un appel pour un drapeau "simple et digne."
Le drapeau actuel a été légèrement mis à jour en 1991 par rapport à l'original, mais conserve le même principe de conception. Un drapeau alternatif avec l'emblème de la ville a également été utilisé après que Harrisburg a reçu le All-America City Award décerné par la National Civic League en 1984-1985 et à nouveau en 1990. Ce drapeau alternatif utilisait le même emblème, mais ajoutait également une désignation circulaire de la ville américaine et peut encore être vu aujourd'hui comme un logo sur les poubelles publiques de la ville.